# Falling Behind (demo)
Falling Behind var Dead by Aprils debutsingel/debut-EP. Singeln var en radiosingel och innehöll även demoversioner av "Lost" och "Stronger". Låtarna spelades in vid bandets tidiga stadium, då gitarristen Johan Eskilsson samt basisten Henric Carlsson fortfarande tillhörde bandet.
Radio singel
| Nr | Titel                         | Kompositör                   | Längd |
| -- | ----------------------------- | ---------------------------- | ----- |
| 1. | Falling Behind (Demo version) | Pontus Hjelm/Jimmie Strimell | 3:26  |
| 2. | Lost (Demo version)           | Pontus Hjelm/Jimmie Strimell | 3:37  |
| 3. | Stronger (Demo version)       | Pontus Hjelm/Jimmie Strimell | 4:01  |

## Banduppsättning
- Jimmie Strimell - Sång
- Pontus Hjelm - Gitarr, sång, keyboard
- Johan Eskilsson - Gitarr
- Henric Carlsson - Elbas
- Alexander Svenningson - Trummor